# Paletwa
Paletwa (birmanisch ပလက်ဝမြို့; gesprochen [pəlɛʔwa̰ mjo̰]) ist eine Stadt am Fluss Kaladan im Westen des Chin-Staats in Myanmar und liegt 18 Kilometer von der Grenze zu Bangladesch entfernt. 2014 hatte Paletwa 96.899 Einwohner.

## Demografie
Paletwa ist Teil eines laufenden Infrastrukturprojekts names Kaladan Multi-Modal Transit Transport Project, das eine Straßenverbindung mit dem indischen Bundesstaat Mizoram vorsieht.
Ein Passagierschiff fährt jeden Tag zwischen Paletwa und Kyauktaw.